# Zamarada prionotos
Zamarada prionotos là một loài bướm đêm trong họ Geometridae.